# Pioniers van het parachutespringen

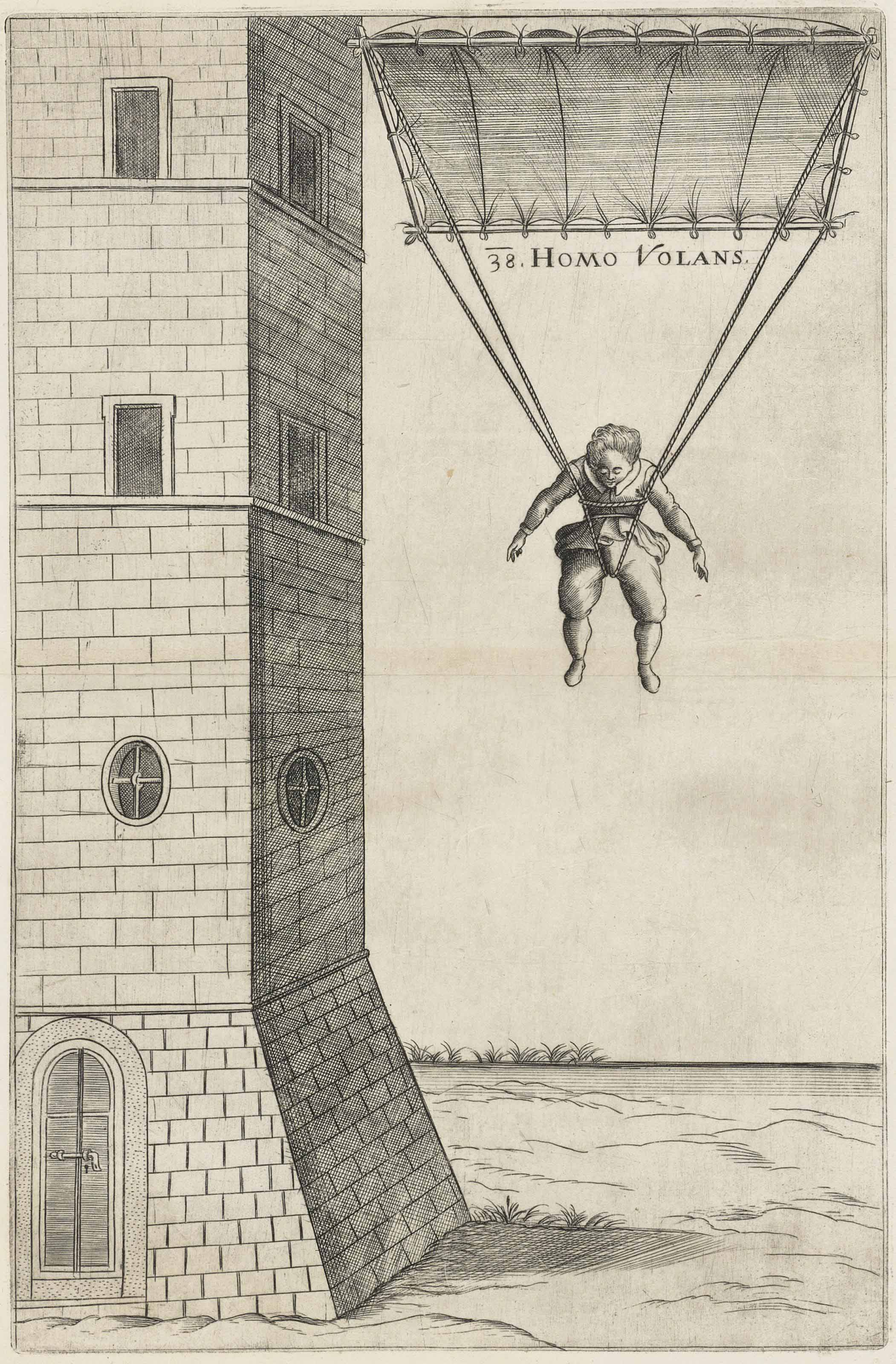
Faust Vrančić's tekening van zijn idee van de vliegende mens (1616)

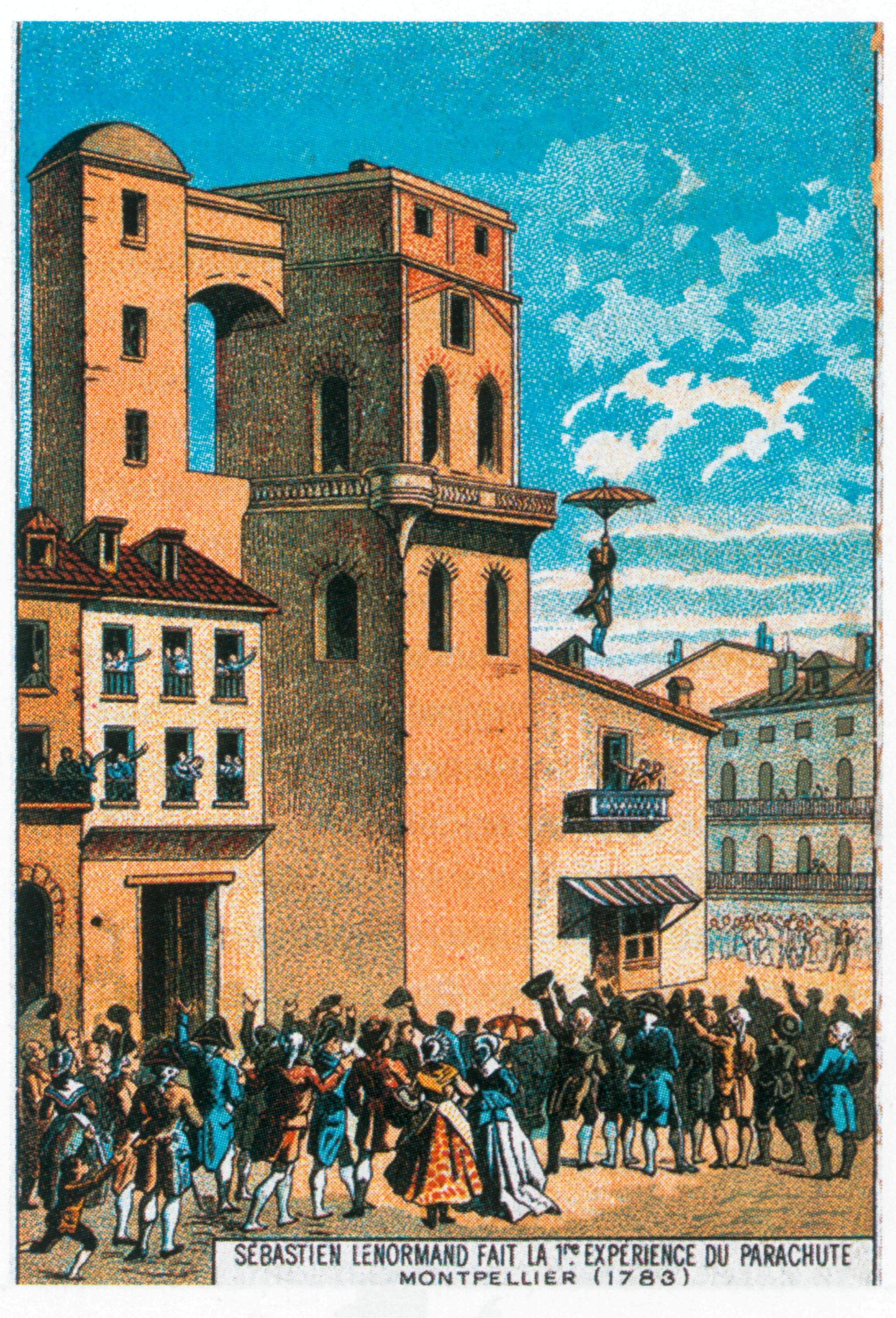
1783: Lenormand springt van de Tour de la Babote (Montpellier)

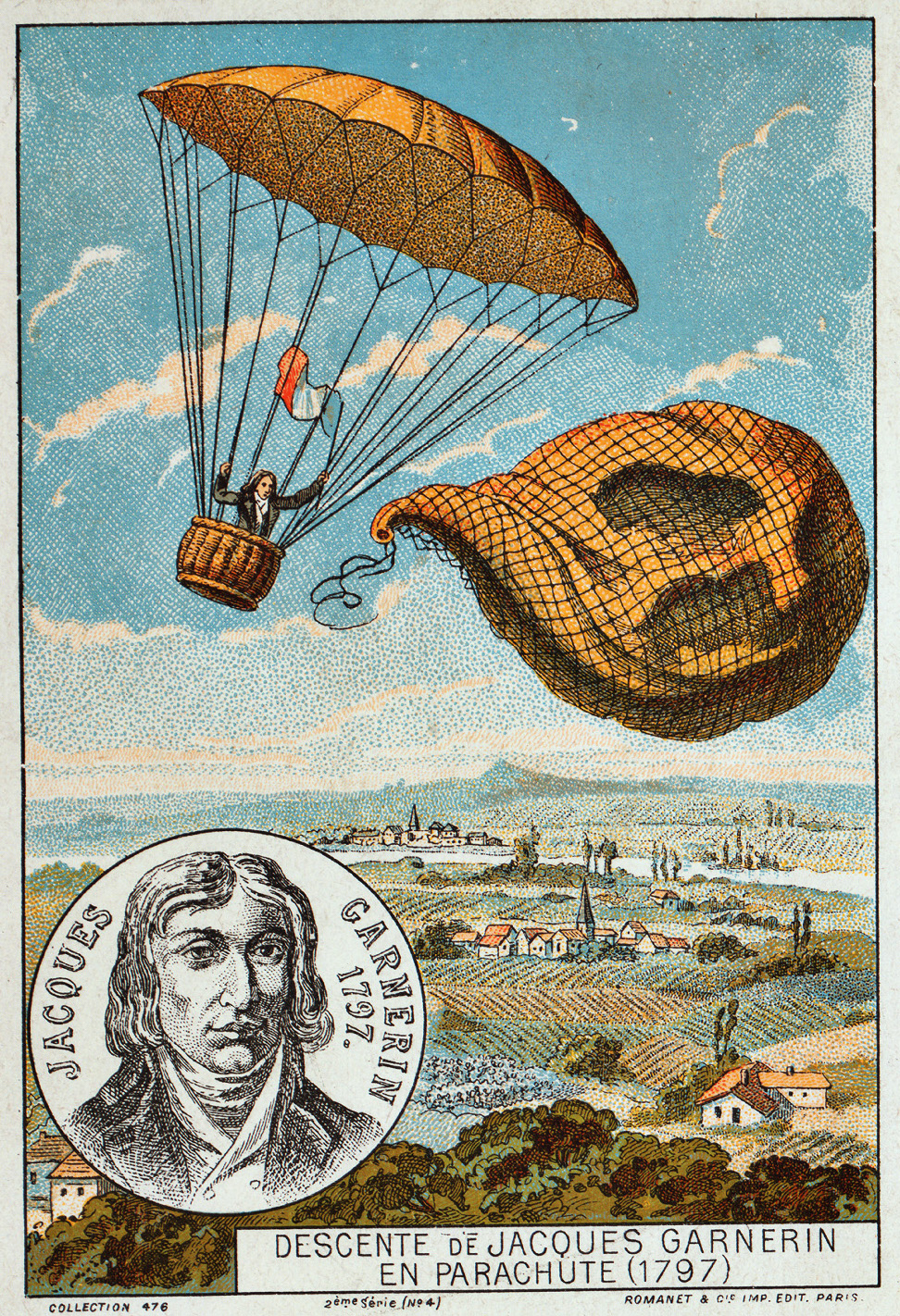
1797: parachute zonder raamwerk van Garnerin

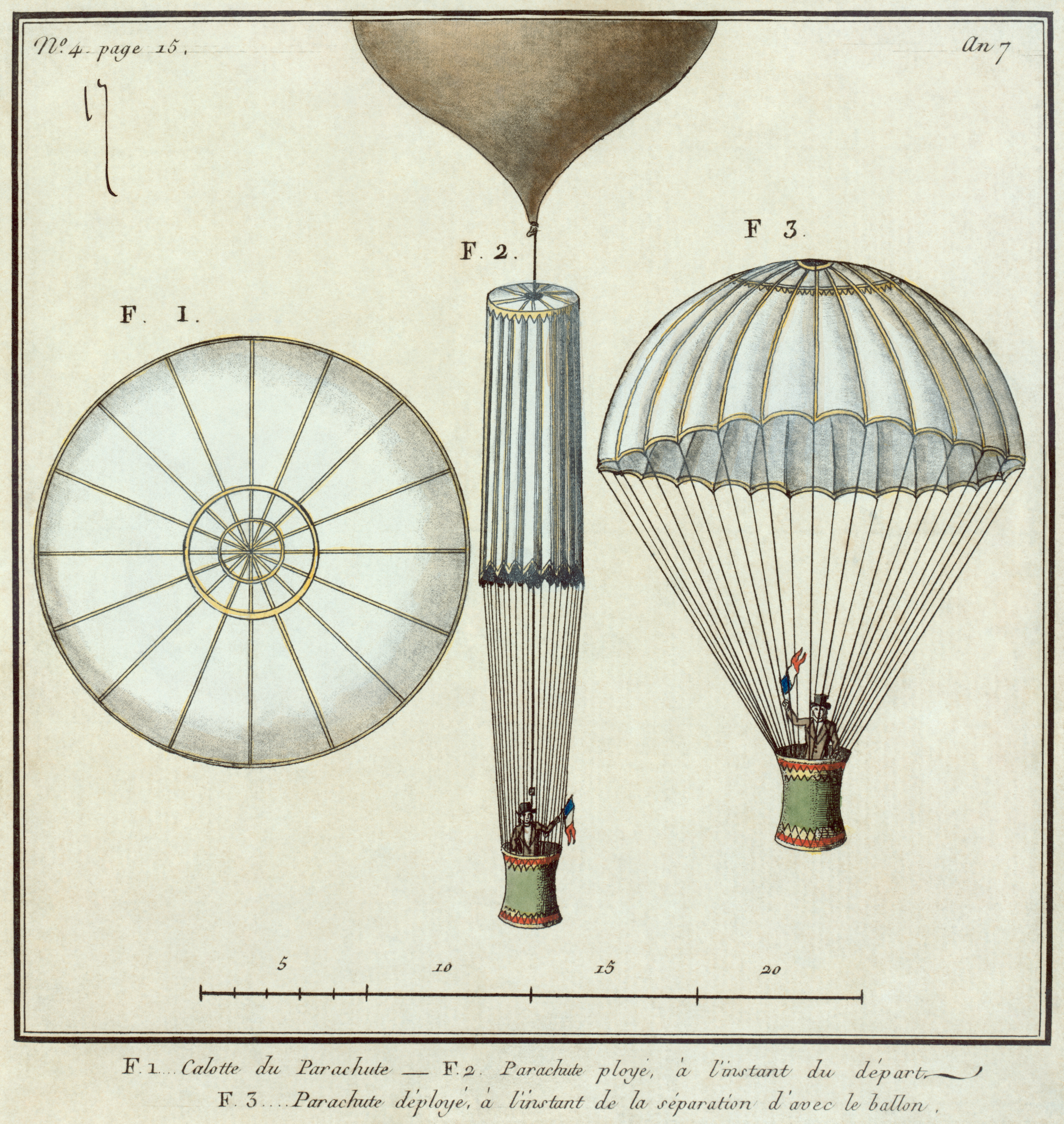
Garnerins ontwerp

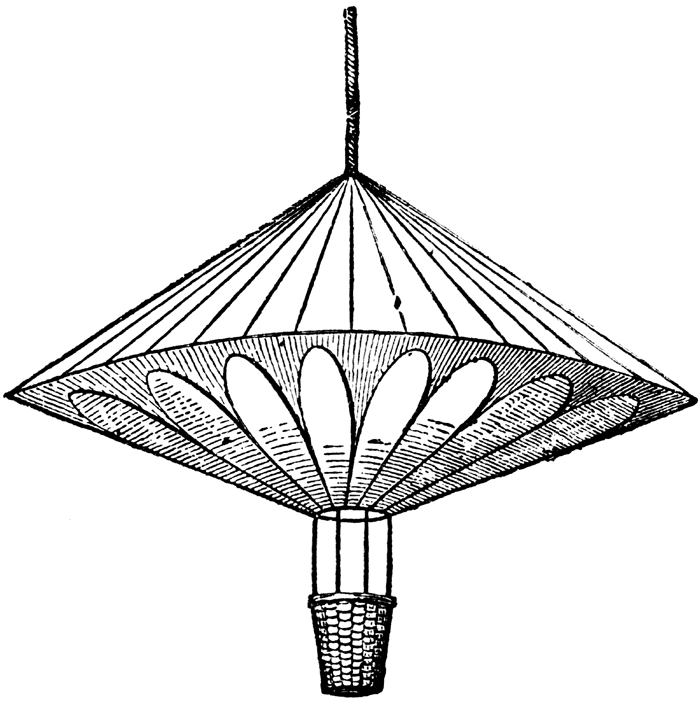
Cockings loodzware mislukking

De pioniers van het parachutespringen waren pioniers die met wisselend succes experimenteerden met een prototype van het valscherm.

## China
De parachute is uitgevonden door de Chinezen. Een legende in het geschiedenisboek van Sima Qian uit ca. 90 v. Chr beschrijft dat er in een ver verleden een keizer Shun een sprong van een brandend dak overleefde met een parachute die hij van zijn kleren gemaakt had. Rond 200 v.Chr. gebruikten acrobaten parachutes om van grote hoogten af te springen, als voorstelling voor de keizer. Dit is ook bekend uit het begin van de veertiende eeuw in China.

## Da Vinci
Leonardo da Vinci onderkende dat luchtweerstand aangewend kan worden om een val te breken, hij schetste rond 1483 een piramidevormige constructie en toen zijn ontwerp ruim 500 jaar later werd toegepast bleek het redelijk te werken.

## Machinae Novae
In 1616 publiceerde de Kroaat Faust Vrančić (Fausto Veranzio) het boek Machinae Novae  met afbeeldingen van toestellen zoals zonnewijzers, clepsydras, persen en een plaatje van een mannetje bungelend aan een soort parachute. Homo Volans had hij er hoopvol bijgeschreven en volgens de overlevering zou hij ermee in 1617 van een Venetiaanse toren zijn gesprongen. Hij beschreef het ontwerp van zijn parachute als een vierkant zeil tussen vier stokken gespannen met op elke hoek een touw.

## De springende natuurkundige
Louis-Sébastien Lenormand was fysicus en hij werd in 1783 's werelds eerste echte parachutespringer door met een strak en stijf valscherm van de Tour de la Babotte in Montpellier af te duiken. Hij was eerder dat jaar alvast uit een boom gesprongen waarbij hij de neerwaartse versnelling had afgeremd door twee aangepaste paraplu's te gebruiken en deze ervaring inspireerde hem kennelijk om het hoger op te zoeken. Weliswaar keerde hij eerst nog terug naar de tekentafel maar dat neemt niet weg dat hij op 26 december 1783 boven op het dak van de sterrenwacht stond met boven zijn hoofd niet meer dan een aangepaste plu en onder hem een joelende menigte. Mocht het publiek zijn samengestroomd om de toegewijde wetenschapper dood te zien neervallen, dan werden zij teleurgesteld, Louis-Sébastien tartte namelijk schijnbaar de gravitatiewet door na zijn sprong ongedeerd te landen. Hij beperkte zich evenwel tot deze ene basejump en werd na de geslaagde demonstratie een kartuizer kluizenaar om zich voortaan te richten op meer theoretische studies.
De ballonvaarder Jean-Pierre Blanchard begreep dat een parachute zijn leven kon redden maar voor de zekerheid probeerde hij het in 1785 eerst met zijn hond. Het beest overleefde de test. Voortaan nam deze reiziger een valscherm mee en toen zijn ballon in 1793 onverwacht leegliep kon hij zich hiermee uit de nood bevrijden.

## Geslinger
De volgende sprong voorwaarts in de ontwikkeling van het valscherm maakte André Jacques Garnerin, de uitvinder van de zijden parachute zonder raamwerk. Hij bevestigde zijn opgevouwen constructie aan een ballon en als hij op de (juiste) hoogte was kapte hij de kabel waarna hij zittend in zijn mandje de daling inzette. Dit lukte aardig maar het vervaarlijk slingerend vervoer was niet te controleren. Zo zweefde hij in 1802 als eerste boven Britse bodem en hoewel hij ook deze val overleefde stelde Sir George Cayle dat een soort puntzak voor veilige landingen waarschijnlijk beter geschikt zou zijn. Het Angelsaksisch avontuur van Garnerin werd vereeuwigd in het volgende versje:
Bold Garnerin went up Which increased his Repute
And came safe to earth
In his Grand Parachute
De Franse uitvinder overleefde inderdaad al zijn sprongen maar helaas werd hij in 1823, tijdens de bouw van een luchtballon, fataal getroffen door een omvallende balk.
Het geslinger in bolvormige valschermen wordt oscillatie genoemd. In de ronde bol parachute zijn meestal openingen aangebracht om slingerbewegingen (oscillatie) tegen te gaan. Oscillatie treedt op doordat zich tijdens het dalen lucht in het valscherm ophoopt en het teveel via de hoogste zijde van het valscherm wegstroomt. Doordat dit proces zich bij voortduring voordoet, schommelt de parachute heen en weer. De zogenaamde anti-oscillatie openingen voorkomen dit (gedeeltelijk) waardoor de parachutist minder schommelt tijdens de daling en beter in staat is om een goede, blessurevrije landing te maken.

## Zwaartekracht
Robert Cocking had de geschriften van George Cayle bestudeerd en hij ontwierp een parachute gebaseerd op Cayles verbeteringsvoorstel. In 1837 wist hij de bezitters van de luchtballon, the Royal Nassau te overtuigen hem met zijn constructie mee de lucht in te nemen en daarna te lanceren.
Op 24 juli zat Cocking in het mandje van de trechtervormige parachute die aan de onderkant van de luchtballon hing en zo steeg het geheel op. Op 1500 meter boven Greenwich werd hij losgemaakt. Nu werd de ongelukkige uitvinder echter geconfronteerd met een tweetal cruciale ontwerpfouten: het ding woog namelijk 113 kilo en bleek nogal gebrekkig te zijn geconstrueerd. Met steeds grotere snelheid raasde het gevaarte op het aardoppervlak af en nog voor aankomst viel het geheel uit elkaar. Het levenloze lichaam van de eerste te pletter geslagen parachutist werd later gevonden in Lee, zuidoost van Londen. Aanvankelijk wezen beschuldigende vingers naar de schetsen van Cayle maar de ballonvaarder John Wise demonstreerde dat het ontwerp op zichzelf nog niet zo gek was. Had Cocking het steviger en groter gemaakt dan zou het zelfs stabieler zijn geweest dan het zwabberende en zwaaiende valscherm van Garnerin (en had hij zijn constructie eerst getest dan was hij die dag waarschijnlijk niet gestorven).

## In vrije val door de geluidsbarrière
Op 16 augustus 1960 haalde de Amerikaanse luchtmachtpiloot Joseph Kittinger tijdens een vrije val een snelheid van 988 kilometer per uur na een sprong vanaf een hoogte van 31.332 meter vanuit een platform onder een heliumballon. Daarbij brak hij nét niet door de geluidsbarrière. Sindsdien hebben diverse mensen, waaronder Michel Fournier en Felix Baumgartner pogingen voorbereid of gedaan om met een speciaal pak te springen vanaf een hoogte hoger dan die van waar Kittinger sprong (genoemd worden hoogtes van 36 tot 40 km), waarbij het doel is om de eerste parachutist te worden die de geluidsbarrière doorbreekt.
Op 14 oktober 2012 sprong Felix Baumgartner vanaf 39.045 meter (wereldrecord). Baumgartner zette een nieuw wereldrecord voor de hoogste bemande luchtballonvlucht (39.990 meter) en de snelste val (1342 kilometer per uur) zodat hij de eerste man was die de geluidsbarrière doorbrak buiten een voertuig. Baumgartner was in vrije val voor 4 minuten en 19 seconden, 17 seconden korter dan het wereldrecord van Joseph Kittinger in 1960. In die tijd heeft hij wel een langere afstand afgelegd dan Kittinger in 1960.